# نادي فيرينتسفاروشي
نادي فيرينتسفاروشي (بالفرنسية: Ferencvárosi Torna Club) نادي كرة قدم مجري يلعب في دوري الدرجة الممتازة . تم تأسيس النادي في سنة 1899 .